# Торпедо (стадіон, Львів)
Торпедо — багатофункційний стадіон у Львові на вулиці Золотій, 32, місцевість Клепарів. Нині перебуває в занедбаному стані, його не використовують за призначенням[джерело?].

## Історія
Після того як 28 листопада 1932 року стадіон ЖКС «Гасмонея» у Кривчицях згорів, стадіон був розрахований на 11 тисяч глядачів та був найбільшим у тогочаснім Львові, було прийнято рішення про будівництво нового стадіону на Пилипівських горбах, нині вулиця Золота, поряд із єврейським цвинтарем на Клепарові.
Після початку Другої світової війни ЖКС «Гасмонея» припинив своє існування, а на його території розміщувався Янівський концентраційний табір. У 1941 році тут відбувся фатальний футбольний матч між в’язнями та охоронцями табору. Після перемоги в'язнів єврейських гравців розстріляли .
За радянських часів стадіон було передано спортивному товариству «Торпедо». Було побудоване одноповерхове муроване службове приміщення.
У 1990-2008 роках на стадіоні діяв ринок електротехнічних товарів «Торпедо». У 2008 році ринок перенесли на вулицю Кукурудзяну.
Стадіон «Торпедо» був у приватній власності, згодом його передали «Банку Львів» як заставу за борги по кредитах.
Нині стадіон використовують для тренувань дітей та підлітків двох футбольних клубів: ФК «Вікторія» та «Покрова».
У 2018 році на стадіоні відбувся дитячий футбольний турнір «Кубок відродження „Торпедо”»